# Chwytnica cudaczna
Chwytnica cudaczna (Cruziohyla craspedopus) – gatunek płaza bezogonowego z podrodziny Phyllomedusinae w rodzinie rzekotkowatych (Hylidae).

## Systematyka
Chwytnica cudaczna opisana została przez Anne Funkhouser w 1957 w publikacji pod tytułem A review of the Neotropical tree frogs of the genus Phyllomedusa. Autorka nadała gatunkowi nazwę Phyllomedusa craspedopus; miejsce typowe to Chicherota, Río Bobonaza, prowincja Napo-Pastaza, wschodni Ekwador (2°22′S 76°38′W/-2,366667 -76,633333), na wysokości około 280 m n.p.m. Później gatunek ten zaliczano do rodzaju Agalychnis. Dopiero dzięki publikacji zespołu pod kierownictwem Juliána Faivovicha z 2005 gatunek przeniesiono do rodzaju Cruziohyla. Wszystkie trzy rodzaje umieszcza się w rodzinie rzekotkowatych i podrodzinie Phyllomedusinae, często podnoszonej do rangi rodziny (Phyllomedusidae).

## Cykl życiowy
Zwierzę zamieszkuje korony drzew. Schodzi niżej tylko w celu rozrodu. Płaz znajduje wtedy powalone drzewa zapewniające zagłębienia z wodą, jak też niewielkie zbiorniki wodne w glebie, w których rozwijają się larwy (kijanki).

## Rozmieszczenie geograficzne
Płaza spotykano na rozległym terenie. Jego zasięg występowania obejmuje Amazonię na terytorium pięciu krajów Ameryki Południowej. Występuje w południowej Kolumbii, wschodnim Ekwadorze, w niektórych regionach Peru (Amazonas, Loreto i Madre de Dios), w zachodniej i środkowej Brazylii (stany Pará, Amazonas, Acre, Rondônia i Mato Grosso). Chwytnicę cudaczną stwierdzono także w zachodniej Boliwii w Parku Narodowym Madidi.

## Ekologia
Płaz żyje na wysokościach od 30 do 1600 m nad poziomem morza. Jego siedliskiem są korony drzew pierwotnych lasów deszczowych, głównie nizinnych. Chwytnice cudaczne spotyka się też niżej, gdy schodzą w związku z rozrodem. Rzekotkowate te widywano na pniach i krzewach, m.in. w Parku Narodowym Yasuní. Spotyka się je zwłaszcza nad niewielkimi zbiornikami wodnymi.

## Zagrożenia i ochrona
Przedstawicieli tego gatunku spotyka się rzadko, a trend jego liczebności nie jest znany, choć lokalnie występują spadki z powodu utraty siedlisk. Biorąc pod uwagę szeroki zasięg występowania gatunku, jego prawdopodobnie dużą liczebność i małe prawdopodobieństwo, by ta liczebność ulegała znacznemu spadkowi, Międzynarodowa Unia Ochrony Przyrody (IUCN) przyznała gatunkowi status najmniejszej troski (LC – Least Concern).
IUCN nie wymienia żadnych większych zagrożeń dla tego gatunku. Zwraca tutaj uwagę, że w obrębie dużego zasięgu tego gatunku znajduje się wiele miejsc, które zapewniają mu odpowiednie siedlisko, pomimo faktu, że w części tego zasięgu siedlisko ulega degradacji z uwagi na działalność człowieka. Chodzi tutaj głównie o rolnictwo, a więc uprawę roślin czy wypas zwierząt.
Płaz ten zamieszkuje liczne obszary chronione.